# John Cooper (tennis)
Pour les articles homonymes, voir Cooper.
John Cooper, né le 4 novembre 1946 à Alexandra, est un joueur de tennis australien.
Il est le frère cadet d'Ashley Cooper, également joueur de tennis.

## Palmarès

### Titre en simple (1)
| No | Date       | Nom et lieu du tournoi                    | Catégorie | Dotation | Surface    | Finaliste | Score                     |  |
| -- | ---------- | ----------------------------------------- | --------- | -------- | ---------- | --------- | ------------------------- |  |
| 1  | 31-07-1972 | Tournoi de tennis des Pays-Bas, Hilversum |           | NC $     | Dur (ext.) | Hans Kary | 6-1, 3-6, 12-10, 3-6, 6-2 |  |

### Finale en double (1)
| No | Date       | Nom et lieu du tournoi      | Catégorie | Dotation | Surface      | Vainqueurs                 | Partenaire   | Score                   |          |
| -- | ---------- | --------------------------- | --------- | -------- | ------------ | -------------------------- | ------------ | ----------------------- | -------- |
| 1  | 25-06-1973 | The Championships Wimbledon | G. Chelem | NC $     | Gazon (ext.) | Jimmy Connors Ilie Năstase | Neale Fraser | 3-6, 6-3, 6-4, 8-9, 6-1 | Parcours |

## Parcours dans les tournois duGrand Chelem

### En simple
| Année | Open d'Australie | Open d'Australie | Internationaux de France | Internationaux de France | Wimbledon      | Wimbledon    | US Open        | US Open   |
| ----- | ---------------- | ---------------- | ------------------------ | ------------------------ | -------------- | ------------ | -------------- | --------- |
| 1964  | 1er tour (1/32)  | D. Crealy        | —                        | —                        | —              | —            | —              | —         |
| 1965  | —                | —                | 1er tour (1/64)          | J. Mukerjea              | 3e tour (1/16) | R. Emerson   | —              | —         |
| 1966  | 2e tour (1/16)   | B. Bowrey        | —                        | —                        | —              | —            | —              | —         |
| 1967  | 1er tour (1/32)  | M. Cox           | 1er tour (1/64)          | I. Gulyás                | 1/4 de finale  | N. Pilić     | —              | —         |
| 1968  | —                | —                | —                        | —                        | —              | —            | —              | —         |
| 1969  | 2e tour (1/16)   | B. Buchholz      | —                        | —                        | 2e tour (1/32) | M. Anderson  | —              | —         |
| 1970  | 2e tour (1/16)   | T. Roche         | —                        | —                        | —              | —            | 3e tour (1/16) | R. Laver  |
| 1971  | 2e tour (1/16)   | M. Cox           | 2e tour (1/32)           | F. Froehling             | —              | —            | 2e tour (1/32) | R. Tanner |
| 1972  | 1/4 de finale    | A. Metreveli     | —                        | —                        | 2e tour (1/32) | W. Bungert   | 1/8 de finale  | R. Tanner |
| 1973  | 1/4 de finale    | P. Proisy        | —                        | —                        | 3e tour (1/16) | A. Metreveli | —              | —         |
| 1974  | 1er tour (1/32)  | K. Tanabe        | —                        | —                        | —              | —            | —              | —         |

N.B. : à droite du résultat se trouve le nom de l'ultime adversaire.

### En double
| Année | Open d'Australie                | Open d'Australie             | Internationaux de France  | Internationaux de France | Wimbledon                        | Wimbledon             | US Open                      | US Open              |
| ----- | ------------------------------- | ---------------------------- | ------------------------- | ------------------------ | -------------------------------- | --------------------- | ---------------------------- | -------------------- |
| 1968  | —                               | —                            | 1er tour (1/32) R. Keldie | T. Addison R. Ruffels    | —                                | —                     | —                            | —                    |
| 1969  | 1er tour (1/16) A. Hammond      | R. Brent B. Phillips-Moore   | —                         | —                        | 2e tour (1/16) B. Phillips-Moore | B. Fairlie O. Parun   | —                            | —                    |
| 1970  | 1/4 de finale B. Phillips-Moore | R. Lutz S. Smith             | —                         | —                        | —                                | —                     | 1er tour (1/32) D.R. Russell | C. McKinley G. Scott |
| 1971  | 1/8 de finale C. Dibley         | P. Doerner B. Phillips-Moore | 2e tour (1/32) C. Dibley  | B. Fairlie F. McMillan   | 2e tour (1/16) C. Dibley         | C. Drysdale N. Pilić  | 1er tour (1/32) R. Case      | M. Estep S. Stewart  |
| 1972  | 1/4 de finale C. Dibley         | R. Case G. Masters           | 1er tour (1/32) R. Case   | J-C. Fauvet É. Loliee    | 1/2 finale N. Fraser             | B. Hewitt F. McMillan | 2e tour (1/16) C. Dibley     | J. Connors T. Gorman |
| 1973  | 1/4 de finale C. Dibley         | T. Kakulia A. Metreveli      | —                         | —                        | Finale N. Fraser                 | J. Connors I. Năstase | —                            | —                    |
| 1974  | 2e tour (1/16) N. Fraser        | J. Alexander A. Stone        | —                         | —                        | —                                | —                     | —                            | —                    |

N.B. : le nom du ou de la partenaire se trouve sous le résultat ; le nom des ultimes adversaires se trouve à droite.